# Orthodox Club
L'Orthodox Club(النادي الأرثوذكسي in lingua araba), anche comunemente conosciuto come Orthodox Amman, è una società professionista di basket con sede nella città di Amman, capitale della Giordania; la squadra compete nella massima categoria nazionale, la Jordanian Premier Basketball League.
I colori sociali del club sono il rosso ed il bianco. Le partite casalinghe vengono giocate presso la Emile & Mary Haddad Sports Hall di Amman, che può ospitare 1.000 spettatori.

## Storia
La squadra è stata fondata nel 1952 nella capitale della Giordania ad Amman. Fin dai primi anni di attività nella Jordanian Premier Basketball League il team si impose come una delle squadre più competitive del campionato, nella stagione 1958-1959 l'Orthodox vinse per la prima volta il campionato. Dalla stagione 1975-1976 fino alla stagione 1988-1989 la squadra vinse per tredici edizioni consecutive la Jordanian Premier Basketball League, imponendosi così come una delle squadre dominanti del basket giordano. 
In totale la squadra si è aggiudicato il titolo della Jordanian Premier Basketball League per 25 volte, risultando la seconda squadra più vincente della storia del campionato. Oltre ai successi in campionato, l'Orthodox ha vinto anche la Jordan Basket Cup in sette occasioni ed anche la Jordan Super Cup per una sola volta.
L'Orthodox può vantare anche un trofeo internazionale essendosi laureato campione della WABA Champions Cup nell'edizione 1999.
Nella stagione 2022-2023, l'Orthodox ha sostituito la squadra della Palestina dell'Orthodox Ramallah nella stagione inaugurale della FIBA West Asia Super League.

## Palmarès

### Titoli Nazionali
- Jordanian Premier Basketball League
  - Campioni (25): 1959, 1973, 1976, 1977, 1978, 1979, 1981, 1982, 1983, 1984, 1985, 1986, 1987, 1988, 1989, 1991, 1995, 1996, 1998, 1999, 2000, 2001, 2002, 2011, 2014

- Jordan Cup
  - Campioni (7): 1982, 1987, 2000, 2001, 2008, 2015, 2022

- Jordan Super Cup
  - Campioni (1): 2002

### Trofei Internazionali
- WABA Champions Cup
  - Campioni (1): 1999

## Roster attuale
Il roster per la stagione 2023-2024
|    | Naz.                                         | Ruolo | Sportivo           | Anno | Alt. | Peso |  |
| -- | -------------------------------------------- | ----- | ------------------ | ---- | ---- | ---- |  |
| 0  | Stati Uniti (bandiera) · Cambogia (bandiera) | PG    | Darrin Dorsey      | 1987 | 188  | 86   |  |
| 2  | Giordania (bandiera)                         | AP    | Zaid Khoury        | 2002 | 190  | 84   |  |
| 3  | Giordania (bandiera)                         | G     | Akef Al-Shiyab     | 2002 | 188  | 79   |  |
| 4  | Stati Uniti (bandiera)                       | G     | Daxter Miles       | 1996 | 191  | 91   |  |
| 5  | Giordania (bandiera) · Canada (bandiera)     | PG    | Freddy Ibrahim     | 1996 | 191  | 77   |  |
| 6  | Giordania (bandiera)                         | G     | Ashraf Al-Hendi    | 1995 | 190  | 80   |  |
| 7  | Giordania (bandiera)                         | AP    | Ahmad al-Hamarsheh | 1986 | 196  | 88   |  |
| 10 | Giordania (bandiera)                         | AP    | Ahmad Al-Khatib    | 1992 | 190  | 87   |  |
| 11 | Giordania (bandiera)                         | AP    | Hani Al-Faraj      | 1987 | 195  | 90   |  |
| 13 | Giordania (bandiera)                         | C     | Mohammad Hussein   | 1990 | 208  | 118  |  |
| 14 | Giordania (bandiera)                         | C     | Khaled Abuaboud    | 1997 | 202  | 103  |  |
| 21 | Stati Uniti (bandiera)                       | C     | Brandon Peterson   | 1990 | 204  | 104  |  |
| 33 | Giordania (bandiera)                         | AG    | Caden Al-Najdawi   | 1999 | 205  | 100  |  |

### Staff tecnico
| Ruolo           | Nome         |
| --------------- | ------------ |
| Capo Allenatore | Harry Savaya |
| Assistente      | Zain Sahouri |
| Assistente      | Fadi Sabat   |